# Ill (Elsass)
Die Ill [il], zur Unterscheidung des führenden I manchmal auch Jll geschrieben, ist ein linker Zufluss des Rheins mit einer Länge von knapp 217 Kilometern und einer mittleren Wasserführung von über 54 m³/s. Sie verläuft in den Départements Haut-Rhin und Bas-Rhin in der Europäischen Gebietskörperschaft Elsass.
Eine Besonderheit des Flusses ist die starke Mündungsverschleppung, aufgrund derer die Ill einige Kilometer parallel zum Dammuferfluss Rhein fließt.

## Name
Der Fluss wird im Jahr 778 (super fluvium Illa) erstmals urkundlich erwähnt. Der Name leitet sich wohl vom keltischen *Eliā für 'die Antreibende, Herantreibende' ab.

## Geographie

### Verlauf

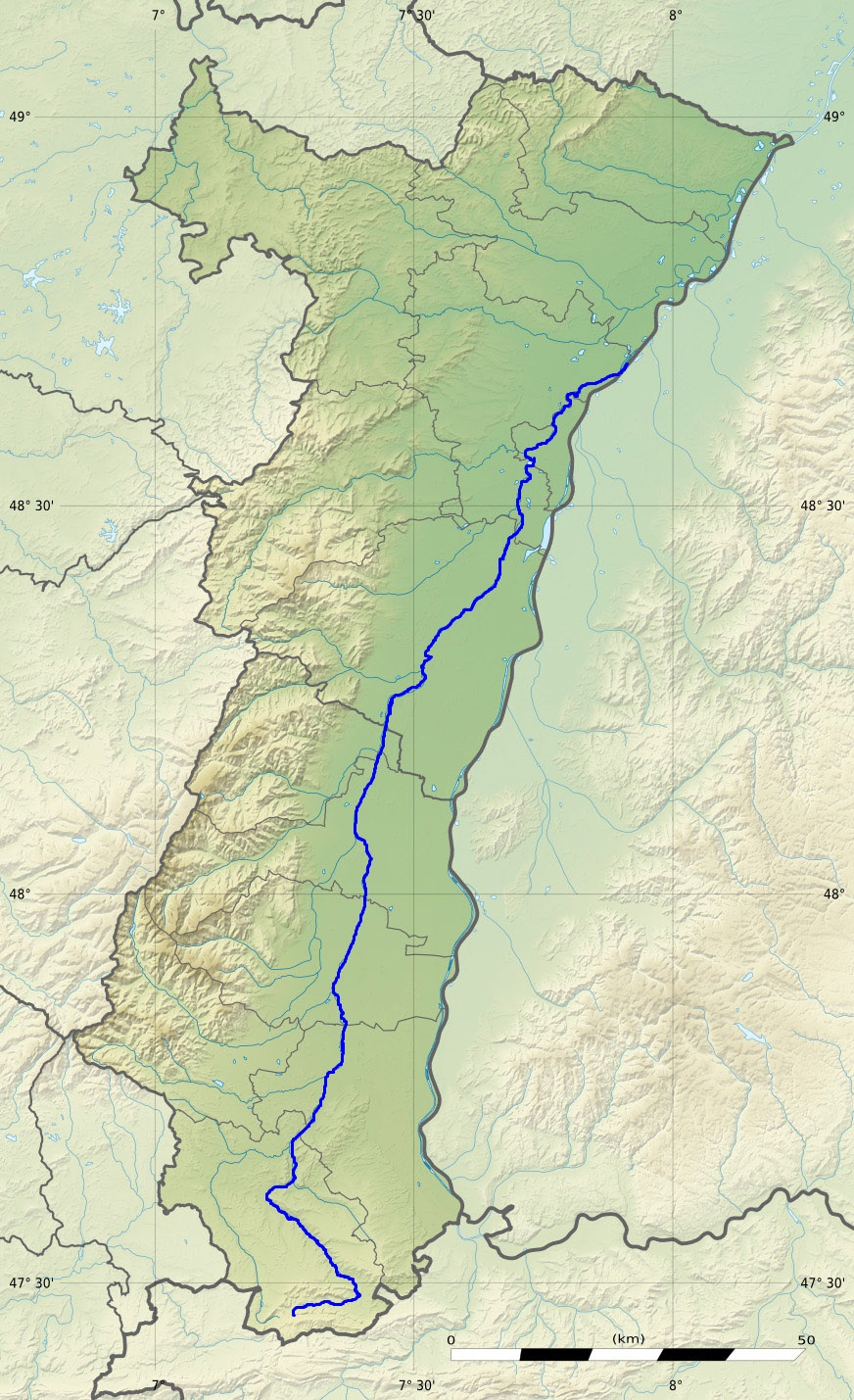
Verlauf der Ill

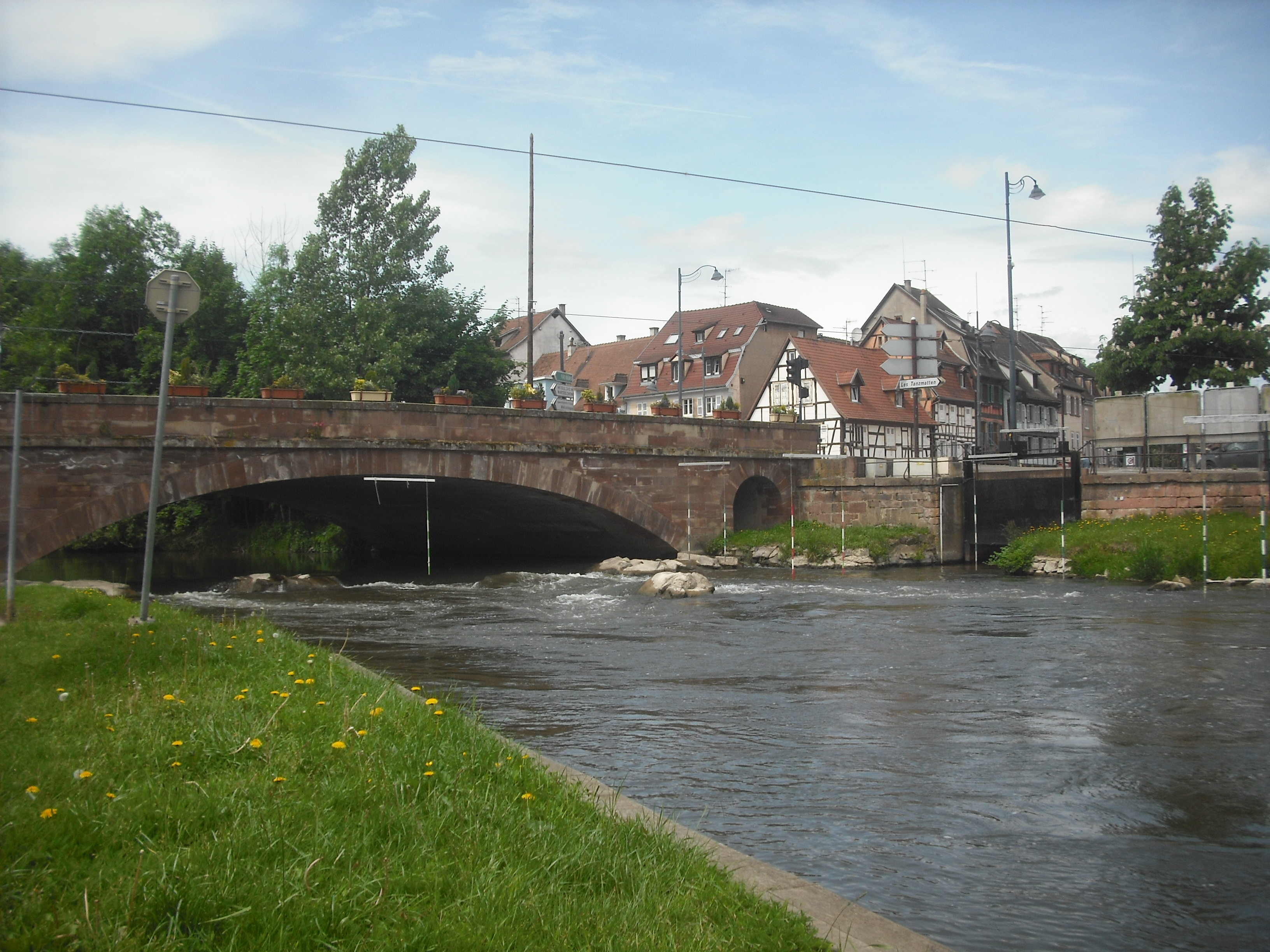
Die Ill in Sélestat

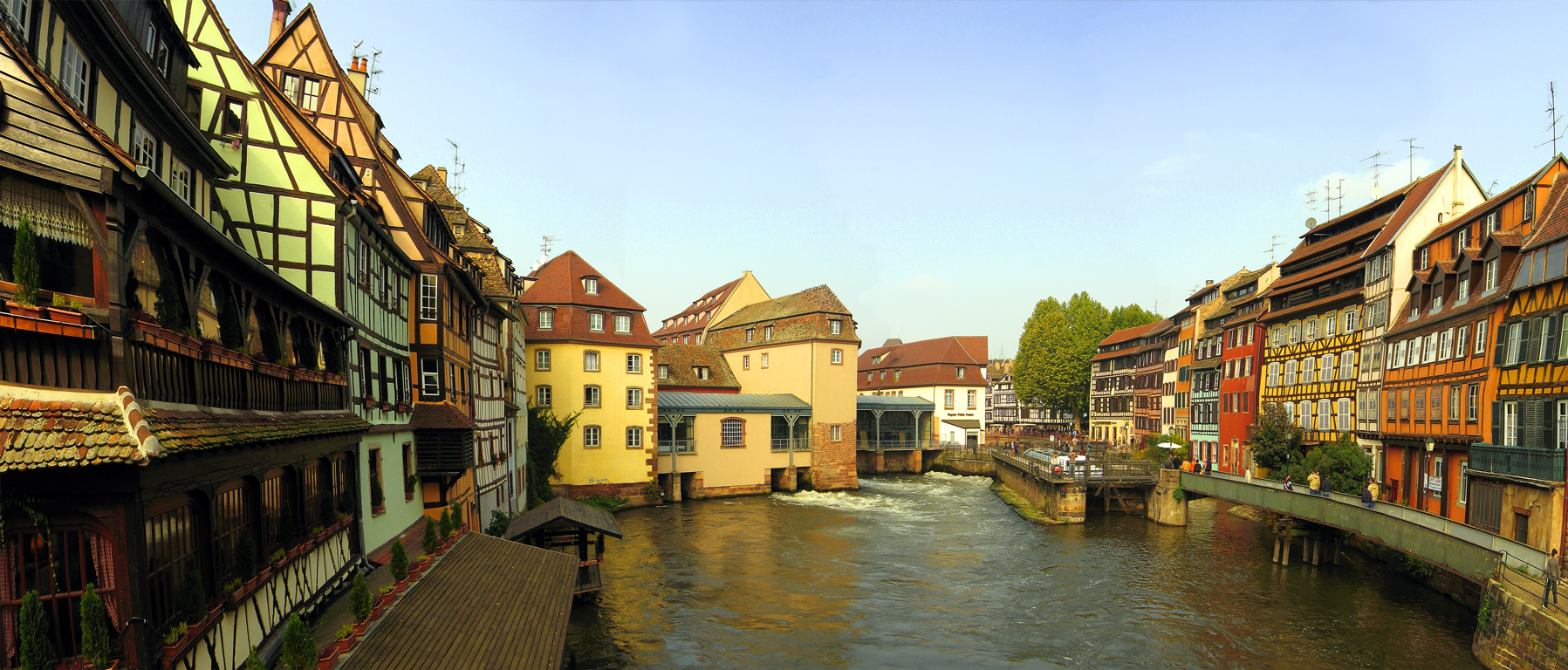
Gerberviertel an der Ill zu Straßburg

Die Quelle der Ill liegt im Jura (Pfirter Jura), unterhalb der sundgauischen Gemeinde Winkel. Kurz nach ihrem Ursprung fließt die Ill in Richtung Osten. Zwischen Raedersdorf und Oltingue, in der Nähe der Schweizer Grenze, wechselt der Bach seine Hauptrichtung und fließt bis Altkirch nach Nordwesten. Die Fließrichtung zwischen Altkirch und der Mündung ist dann überwiegend Nord-Nordost, zwischen dem Rhein im Osten und den Vogesen im Westen. Die Ill durchfließt nun die zentralen Bereiche des Elsass. In Straßburg und unterhalb spalten sich dreimal auf kürzerer Strecke Nebenarme ab: im Bereich der Altstadt nach Norden der Fossé du Faux-Rempart (Falschwallkanal oder Stadtgraben), unterhalb der Altstadt nach Westen die Aar und noch weiter illabwärts auf der Höhe von Straßburg-Robertsau nach Osten das Mühlwasser. Bis Anfang der 1970er Jahre mündete die Ill vis-à-vis von Diersheim in den Rhein. Wegen des Rheinaufstaus bei Gambsheim musste die Ill verlängert werden, geht in einen Canal de Dérivation (Umleiter) über, der ihr Wasser an der Staustufe Gambsheim vorbeiführt und auf dem Gebiet der Gemeinde Offendorf bei Rhein-km 311,300 in den Rhein münden lässt. Schon ab La Wantzenau gibt es links der Ill Altwasser, die den Namensbestandteil „-rhein“ tragen: Waldrhein, Hanauerrhein, Muehlrhein (hier wurde auf französischen Landkarten und Hinweistafeln die deutsche Schreibweise beibehalten). Bei der Illverlängerung nutzte man teilweise bereits vorhandene Altrheinarme.

### Zuflüsse und Kanäle
Die wichtigsten Zuflüsse münden alle von links und kommen mit Ausnahme der Largue, die wie die Ill im Jura entspringt, aus den Vogesen. Die Ill nimmt fast alle elsässischen Vogesenflüsse auf. Ihre wichtigsten Zuflüsse sind: Largue, Doller, Thur, Lauch, Fecht, Giessen, Andlau, Ehn und Breusch (frz. la Bruche).
Zwei wichtige Kanäle kreuzen die Ill: bei Illfurth (oberhalb von Mülhausen) der durch die Burgundische Pforte ziehende Rhein-Rhône-Kanal und in Straßburg, unterhalb der Altstadt, der nach Lothringen führende Rhein-Marne-Kanal.

### Städte
Viele wichtige elsässische Städte liegen an oder in unmittelbarer Nähe der Ill; mit Mülhausen (Mulhouse), Colmar und Straßburg (Strasbourg) drei der vier Groß- und Mittelstädte (ohne Hagenau/Haguenau), mit Altkirch und Schlettstadt/Sélestat zwei der wichtigsten Kleinstädte. Auch die frühere Residenzstadt Ensisheim liegt an der Ill.

## Hydrologie
An der Mündung der Ill in den Rhein beträgt die mittlere Abflussmenge (MQ) 53,7 m³/s; das Einzugsgebiet umfasst hier 4760,5 km².
Am Pegel Straßburg wurde über einen Zeitraum von 37 Jahren (1974–2010) die durchschnittliche jährliche Abflussmenge der Ill berechnet. Das Einzugsgebiet entspricht an dieser Stelle mit 4600 km² etwa 97 % des vollständigen Einzugsgebietes des Flusses.
Die Abflussmenge schwankt im Lauf des Jahres nur sehr wenig. Die höchsten Wasserstände werden in den Monaten Dezember bis März gemessen. Ihren Höchststand erreicht die Abflussmenge mit 69,4 m³/s im Februar. Von April an geht die Schüttung Monat für Monat leicht zurück und erreicht ihren niedrigsten Stand im August/September mit 49,6 m³/s, um danach wieder von Monat zu Monat leicht anzusteigen.

## Sonstiges
- Zwischen Winkel und Ligsdorf fließt die Ill auf etwa 500 Metern unterirdisch. Grund ist die Versickerung im wasserdurchlässigen Juragestein.

- Am Kreuzungspunkt der Ill mit dem Marne-Rhein-Kanal in Straßburg befinden sich wichtige europäische Einrichtungen: das Europäische Parlament, der Europarat und der Europäische Gerichtshof für Menschenrechte.

- Der Name der Ill findet sich in den Ortsnamen folgender Siedlungen: Illfurth, Illzach, Illhaeusern, Illkirch-Graffenstaden.

- Eine häufige Erklärung leitet den Namen Elsass von der Ill ab. Demzufolge bezeichneten sich jene Alemannen, die sich in der Völkerwanderungszeit rechts und links der Ill niederließen, als die Ill-Sassen, woraus der Landschaftsname entstanden sein soll.

- Auf Französisch ist der Flussname männlich.

- Ein weiterer, zwar kürzerer, aber dennoch größerer Nebenfluss mit Namen Ill strömt dem Rhein in Vorarlberg zu.